# Truck-Racing-Europameisterschaft

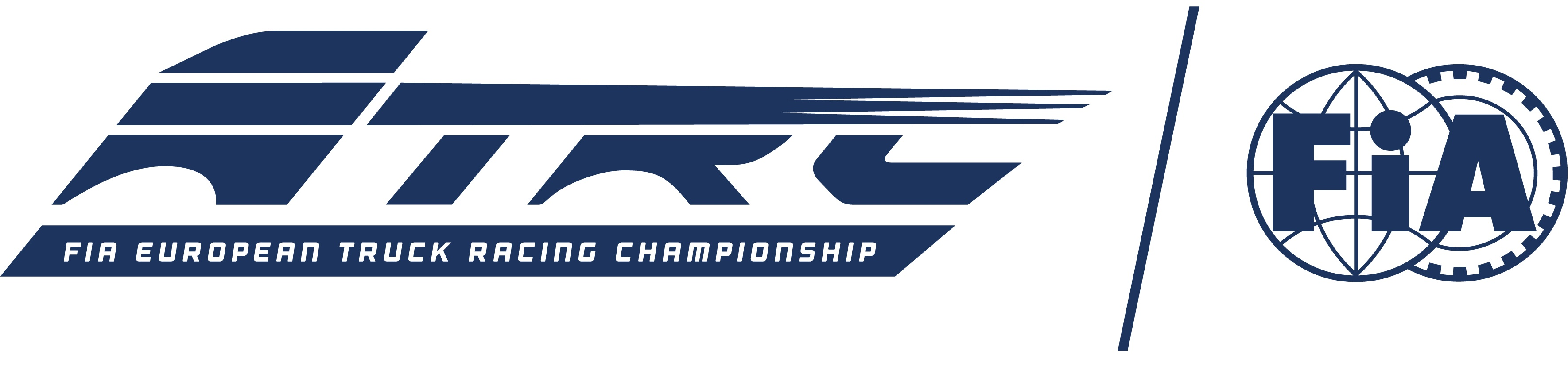
Logo

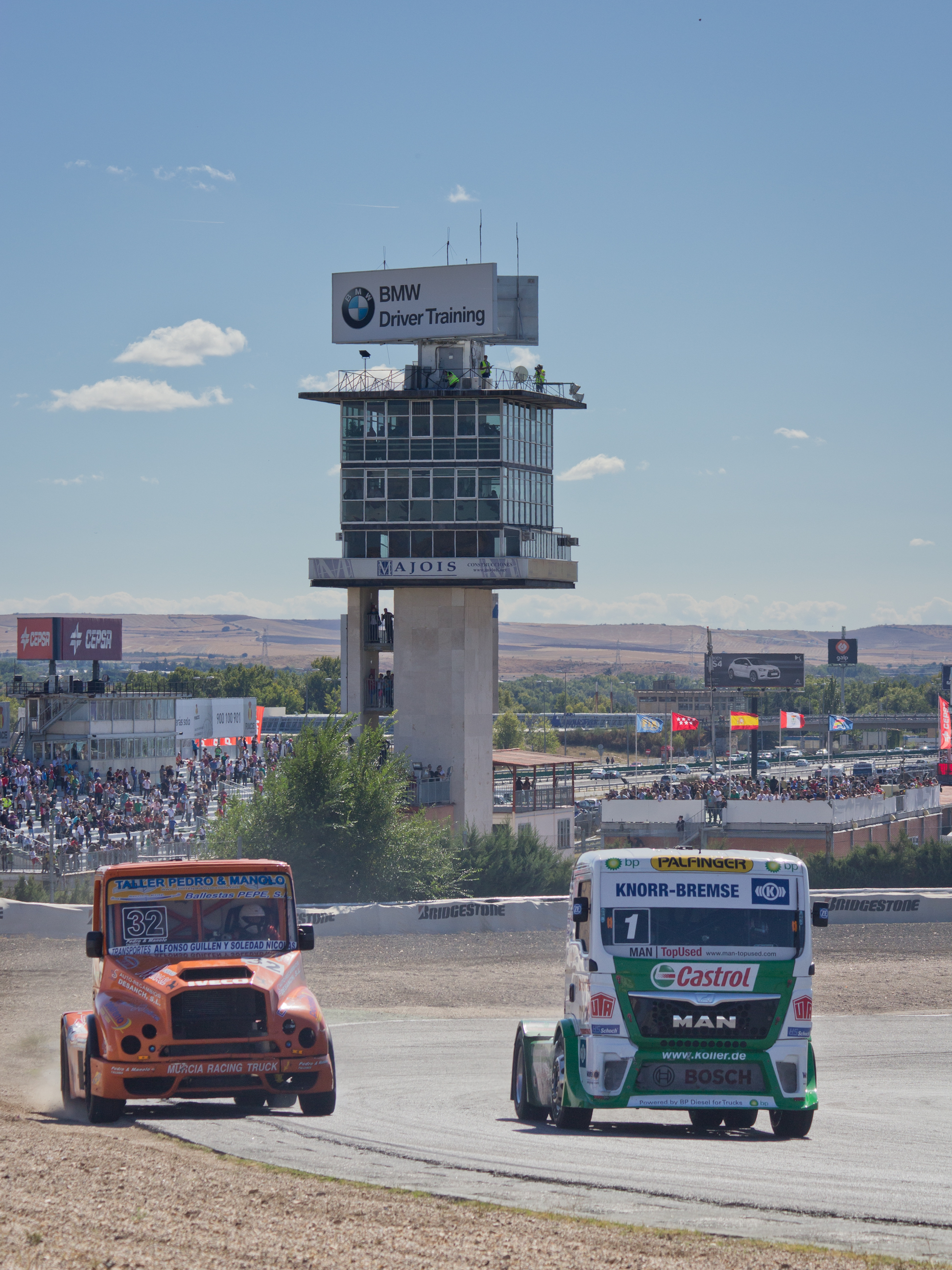
Pedro Ignacio García Marco und Jochen Hahn auf dem Circuito del Jarama während der Saison 2013 (Foto: Carlos Delgado)

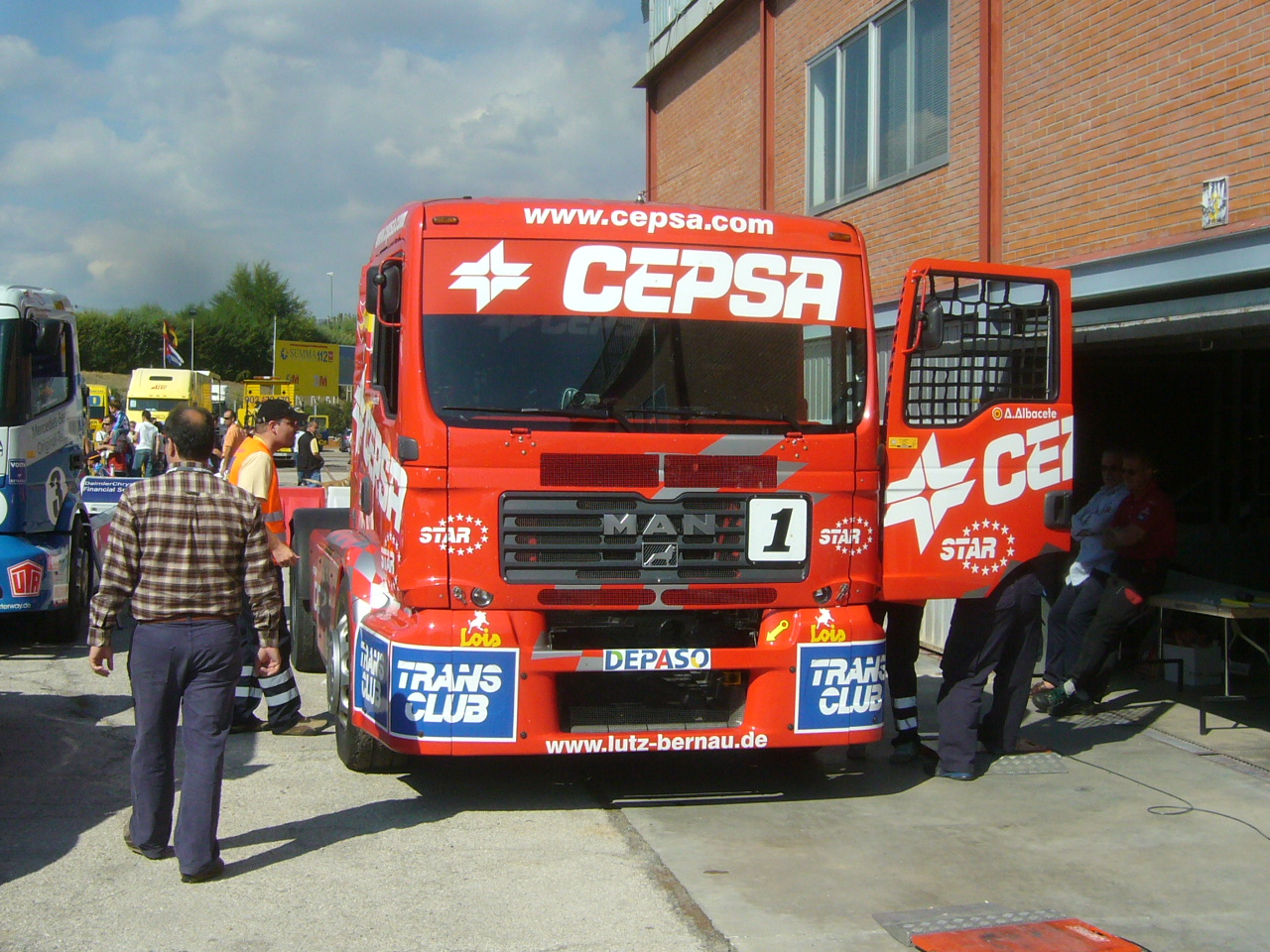
Antonio Albacete in Jarama

Die Truck-Racing-Europameisterschaft ist eine Motorsportrennserie für speziell vorbereitete Wettbewerbs-Lastkraftwagen, die ihre Rennen ausschließlich in Europa austrägt. Seit 1985 wird diese Serie als European Truck Racing Championship veranstaltet. 1994 wurde sie von der Weltautomobilsport-Hoheit FIA übernommen, die bis 2005 Europapokale auslobte und die Serie 2006 zur vollwertigen Europameisterschaft aufwertete. Das technische Reglement wird heutzutage durch Artikel 290 des Internationalen Sportgesetzes der FIA definiert. Die Renntrucks bilden die Gruppe F in den Fahrzeugklassen der FIA.

## Europameisterschaften

### 1985–1993
Die Klasse A war beschränkt auf Trucks mit maximal 11.950 cm³ Hubraum, die Klasse B auf 11.951 cm³ bis 14.100 cm³ und die Klasse C auf 14.101 cm³ bis 18.500 cm³.
| Jahr | Klasse A       |                      | Klasse B          |                        | Klasse C       |                      |
| ---- | -------------- | -------------------- | ----------------- | ---------------------- | -------------- | -------------------- |
| 1985 | Rod Chapman    | Ford Cargo           | Richard Walker    | Leyland                | Yves Barrat    | Renault              |
| 1986 | Mel Lindsey    | Leyland Roadtrain    | Slim Borgudd      | Volvo White            | Curt Göransson | Volvo N12            |
| 1987 | Rod Chapman    | Ford Cargo           | George Allen      | Volvo White            | Slim Borgudd   | Volvo White          |
| 1988 | Gérard Cuynet  | Ford Cargo           | Curt Göransson    | Volvo N12              | Rolf Björk     | Scania T-143M        |
| 1989 | Rod Chapman    | Volvo N12            | Curt Göransson    | Volvo N12              | Thomas Hegmann | Mercedes-Benz 1450-S |
| 1990 | Axel Hegmann   | Mercedes-Benz        | Curt Göransson    | Volvo N12              | Steve Parrish  | Mercedes-Benz 1450   |
| 1991 | Richard Walker | Volvo White Aero     | Jouko Kallio      | Sisu SR 340            | Gerd Körber    | Phoenix MAN          |
| 1992 | Richard Walker | Volvo White Aero     | Jouko Kallio      | Sisu SR 340            | Steve Parrish  | Mercedes-Benz 1450-S |
| 1993 | Gérard Cuynet  | Mercedes-Benz 1733-S | Harri Luostarinen | Sisu SR 340 Revolution | Steve Parrish  | Mercedes-Benz 1450-S |

### 1994–2005 (FIA European Cups)
| Jahr | Super-Race-Trucks    |                               | Race-Trucks       |                      |
| ---- | -------------------- | ----------------------------- | ----------------- | -------------------- |
| 1994 | Steve Parrish        | Mercedes-Benz 1834-S          | Boije Ovebrink    | Volvo NL12           |
| 1995 | Slim Borgudd         | Mercedes-Benz 1834-S          | Martin Koloc      | Sisu SR 340          |
| 1996 | Steve Parrish        | Mercedes-Benz 1834-S          | Martin Koloc      | Sisu SR 340          |
| 1997 | Harri Luostarinen    | Caterpillar TRD               | Heinz-Werner Lenz | Mercedes-Benz 1938-S |
| 1998 | Ludovic Faure        | Mercedes-Benz Atego Renntruck | Heinz-Werner Lenz | Mercedes-Benz 1938-S |
| 1999 | Fritz Kreutzpointner | MAN 18.423 FT                 | Heinz-Werner Lenz | Mercedes-Benz 1938-S |
| 2000 | Harri Luostarinen    | Caterpillar TRD               | Noël Crozier      | MAN 19.414           |
| 2001 | Fritz Kreutzpointner | MAN TR 1400                   | Lutz Bernau       | MAN 19.414           |
| 2002 | Gerd Körber          | Buggyra MK 002                | Egon Allgäuer     | MAN TGA              |
| 2003 | Gerd Körber          | Buggyra MK 002/B              | Lutz Bernau       | MAN TGA              |
| 2004 | Markus Oestreich     | Volkswagen Titan              | Stuart Oliver     | MAN TGA              |
| 2005 | Ralf Druckenmüller   | VW Titan                      | Antonio Albacete  | MAN TGA              |

| Jahr | Super-Race-Trucks B |       |
| ---- | ------------------- | ----- |
| 2001 | Stan Matějovský     | Tatra |

### Seit 2006 (FIA European Championships)
Durch den Wegfall der Super-Race-Trucks-Klasse wird nur noch ein Titel in der einzigen verbliebenen Kategorie Race-Trucks vergeben.
Seit der Saison 2006 wird die Meisterschaft von der FIA als Championship eingestuft, bis dahin hatte sie lediglich den Status eines Cups.
| Jahr | Europameister      | Marke        | Vize-Europameister          | Marke        | Platz 3          | Marke         |  |
| ---- | ------------------ | ------------ | --------------------------- | ------------ | ---------------- | ------------- |  |
| 2006 | Antonio Albacete   | MAN TGA      | Gerd Körber                 | Freightliner | Jochen Hahn      | Mercedes-Benz |  |
| 2007 | Markus Bösiger     | Freightliner | Antonio Albacete            | MAN          | David Vršecký    | Freightliner  |  |
| 2008 | David Vršecký      | Freightliner | Markus Bösiger              | Freightliner | Antonio Albacete | MAN           |  |
| 2009 | David Vršecký      | Freightliner | Antonio Albacete            | MAN          | Jochen Hahn      | MAN           |  |
| 2010 | Antonio Albacete   | MAN TGS      | Markus Bösiger              | Renault      | Jochen Hahn      | MAN           |  |
| 2011 | Jochen Hahn        | MAN          | Antonio Albacete            | MAN          | Adam Lacko       | Renault       |  |
| 2012 | Jochen Hahn        | MAN          | Antonio Albacete            | MAN          | Adam Lacko       | Renault       |  |
| 2013 | Jochen Hahn        | MAN          | Antonio Albacete            | MAN          | Markus Oestreich | MAN           |  |
| 2014 | Norbert Kiss       | MAN          | Jochen Hahn                 | MAN          | Antonio Albacete | MAN           |  |
| 2015 | Norbert Kiss       | MAN          | Adam Lacko                  | Freightliner | Jochen Hahn      | MAN           |  |
| 2016 | Jochen Hahn        | MAN          | Adam Lacko                  | Freightliner | René Reinert     | MAN           |  |
| 2017 | Adam Lacko         | Freightliner | Jochen Hahn                 | Iveco        | Norbert Kiss     | Mercedes-Benz |  |
| 2018 | Jochen Hahn        | Iveco        | Adam Lacko                  | Freightliner | Antonio Albacete | MAN           |  |
| 2019 | Jochen Hahn        | Iveco        | Antonio Albacete            | MAN          | Adam Lacko       | Freightliner  |  |
| 2020 | keine Titelvergabe |              | wegen der COVID-19-Pandemie |              |                  |               |  |
| 2021 | Norbert Kiss       | MAN          | Sascha Lenz                 | MAN          | Adam Lacko       | Freightliner  |  |
| 2022 | Norbert Kiss       | MAN          | Jochen Hahn                 | Iveco        | Sascha Lenz      | MAN           |  |
| 2023 | Norbert Kiss       | MAN          | Jochen Hahn                 | Iveco        | Sascha Lenz      | MAN           |  |
| 2024 | Norbert Kiss       | MAN          | Jochen Hahn                 | Iveco        | Sascha Lenz      | MAN           |  |